# Tétrafluoroborate de ferrocénium
Le tétrafluoroborate de ferrocénium est un composé organométallique de formule chimique [Fe(C5H5)2]BF4. Il s'agit d'un sel paramagnétique de couleur bleu marine constitué du cation ferrocénium [Fe(C5H5)2]+ et de l'anion tétrafluoroborate BF4−. Ses propriétés sont semblables à celles de l'hexafluorophosphate de ferrocénium [Fe(C5H5)2]PF6, réactif apparenté couramment utilisé. Le cation est souvent abrégé Fc+ ou Cp2Fe+. 
Les sels de ferrocénium sont des oxydants à un électron tandis que le ferrocène, qui correspond au ferrocénium réduit, est relativement inerte et facilement séparé des produits ioniques. Le couple ferrocène/ferrocénium est souvent utilisé comme référence en électrochimie. Son potentiel d'oxydoréduction est de 0,400 V par rapport à l'électrode standard à hydrogène et est généralement considéré comme invariant entre différents solvants.
Le tétrafluoroborate de ferrocénium peut être acheté dans le commerce. Il peut également être préparé en oxydant du ferrocène à l'aide de sels ferriques puis en ajoutant de l'acide tétrafluoroborique HBF4. On peut également utiliser une grande variété d'autres oxydants, comme le tétrafluoroborate de nitrosyle (NO)BF4. On connaît de nombreux sels de ferrocénium analogues.